# Anseris Mons
Anseris Mons je hora na povrchu Marsu, která se nachází na jižní polokouli v severovýchodní oblasti Hellas Planitia na jejím okraji. Velikost základny dosahuje 52 km.
Pojmenována byla v roce 1991 po albedo útvaru Anseris Fons na Marsu.